# ダイーン
ダイーン（アラビア語: الضعين; Ed Daein）はスーダンのダルフール地方の東ダルフール州の州都。2008年の人口は約13.7万人。

## 地理
ダイーンは海抜449メートルの地に位置し、首都のハルツームからは831キロメートル離れている。また、南ダルフール州州都のニャラと南コルドファン州の都市のミジュラドからはそれぞれ、157.4キロメートル、180.6キロメートル離れている。

## 交通
北東のハルツームや、西のニャラと鉄道で繋がっている。ダイーン空港が有る。

## 註釈
1. ↑  その他、Ad Du'ayn、Ad Da `en、Ed Da` ein、Ed Da'einといったラテン語転写例がある